# Dīlaj Maḩalleh
Dīlaj Maḩalleh (persiska: دیلج محله, Dīnaj Maḩalleh) är en ort i Iran.   Den ligger i provinsen Gilan, i den nordvästra delen av landet, 280 km nordväst om huvudstaden Teheran. Dīlaj Maḩalleh ligger 6 meter över havet och antalet invånare är 957.
Terrängen runt Dīlaj Maḩalleh är huvudsakligen platt, men västerut är den kuperad.Runt Dīlaj Maḩalleh är det tätbefolkat, med 493 invånare per kvadratkilometer. Närmaste större samhälle är Reẕvānshahr, 5,1 km nordväst om Dīlaj Maḩalleh. I omgivningarna runt Dīlaj Maḩalleh växer i huvudsak blandskog.